# Лейтейзен, Гавриил Давидович
Гавриил Давидович (Давыдович) Лейтейзен (партийные псевдонимы: Линдов, Валерин, Вяземский; 9 ноября 1874, Орёл — 20 января 1919) — деятель революционного движения в России. Публицист, автор 16 книг.
Член ВЦИК.

## Молодые годы. Знакомство с Плехановым и Лениным
Родился в семье ремесленника-жестянщика. Учился в Екатеринославской гимназии.
В 1890—92 гг. — один из организаторов марксистского кружка совместно с Фрейделем, Лейбовым и Вульфовичем в Екатеринославе. В 1893 г. кружок распался, так как Лейтейзен и Фрейдель поступают в Киевский университет. Но связи с Екатеринославлем Лейтейзен не порывает, и в 1894 году на Александровском южно-российском заводе Брянского общества им создаётся первый рабочий социал-демократический кружок. С развитием революционной деятельности в городе, появляется необходимость в координировании общего руководства, которое и организуется Лейтейзеном, Винокуровым и Мандельштамом, таким образом была создана первая Екатеринославская социал-демократическая организация.

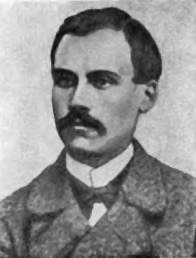
Лейтейзен в годы знакомства с Плехановым (1890 гг.)

Нервное напряжение, возникшее в этот период, подорвало здоровье Лейтейзена и в начале 1895 года он заболевает, и уезжает на лечение в Крым. Получив известие, что его разыскивает полиция, он выезжает в Одессу, из которой ему помогают перейти румынскую границу, а далее он пробирается в Германию, в Кельн на Рейне, где жила его сестра, а затем во Францию. Во Франции он поступает на медицинский факультет старейшего университета в Монпелье.
Но это позже. А в первое время устанавливает связи с единомышленниками-революционерами, отправляется в Швейцарию, знакомится с Плехановым и примыкает к группе «Освобождение труда» и также активно участвует в работе «Союза русских социал-демократов», позднее он покидает этот союз вместе с Плехановым, когда верх взяли «экономисты». Из Монпельевского университета он переводится в Парижский университет, по окончании которого получает диплом врача.
Вместе с тем он находит время на обширную партийную деятельность. Особый размах и целенаправленность она приобретает под непосредственным руководством Владимира Ильича Ленина. Известно, что в 1900-х годах Г. Лейтейзен и В. И. Ленин тесно связаны по революционной работе. Это ему 24 мая 1900 года В. И. Ульяновым было направлено письмо, в котором он впервые подписался: Ленин.
С 1902 года был представителем «Искры» в Париже. После II съезда РСДРП (1903) примкнул к большевикам; сотрудничал в газетах «Вперед» и «Пролетарий». 29 октября 1905 в городе Шалоне открылся первый конгресс французской объединённой социалистической партии. Г. Лейтейзен (Линдов) принимает участие в его работе и избирается в бюро конгресса.

## Революция 1905 г. и её итоги
В конце 1905 года Г. Лейтейзен вернулся вместе с семьёй в Россию в Петербург, где активно работает в петербургской партийной организации, ведя неустанную пропаганду боевых большевистских лозунгов среди питерских рабочих. Летом 1906 года семья Г. Лейтейзена поселилась на даче «Ваза» в Куоккале, вблизи Петербурга. В конце лета 1906 года у них на даче поселяются Владимир Ильич Ленин и Надежда Константиновна Крупская. Здесь Ленин прожил с перерывами до декабря 1907 года, нелегально выезжая в Петербург.
На V съезде РСДРП (Лондон,1907) — Г. Лейтейзен (Валерин) докладчик от большевиков, был избран съездом в состав ЦК РСДРП. Член Русского бюро ЦК.
В кон. 1907 был арестован, заключен в «Кресты», затем выслан под надзор полиции в Тулу, зарабатывая средства на жизнь врачебной практикой, для чего ему пришлось держать экзамен на врача в России. В Туле он жил в 1907—1916 гг., продолжал партийную работу.

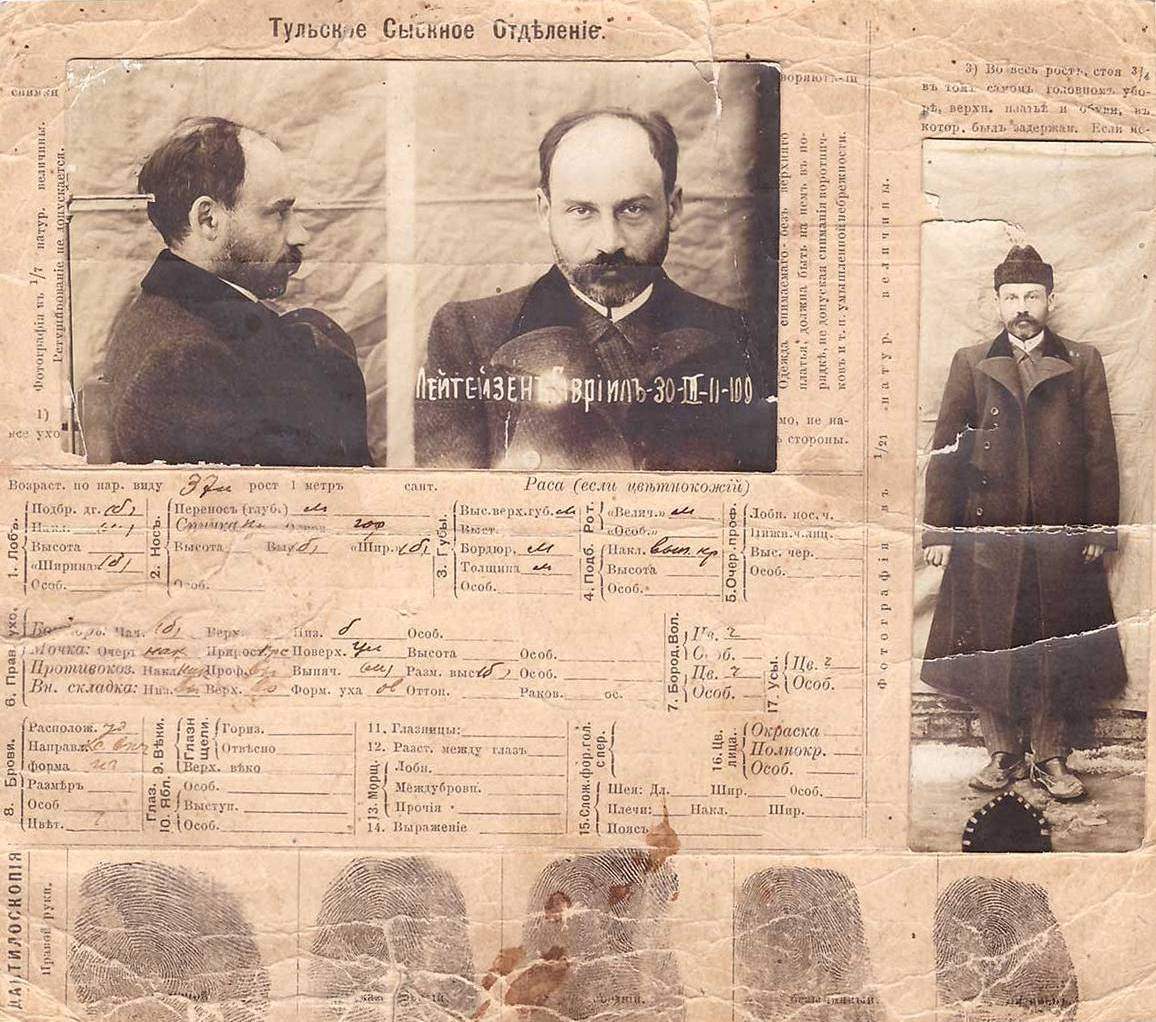
Лейтейзен Гавриил Давидович. Досье 3-го Отделения полиции в Туле

В условиях послереволюционного разгрома, разброда, идейных шатаний Лейтейзен занял позицию большевиков-примиренцев, ведя работу с меньшевиками-ликвидаторами, ища почву для общей с ними работы. Слова Ленина о том, что никакого «примирения» с меньшевиками-ликвидаторами не может быть, многим большевикам ещё неясны, в том числе и Лейтейзену.
Для работы в России создано Русское бюро Центрального Комитета, в которое входят как большевики, так и меньшевики. В 1910 году членами Русского бюро от большевиков становятся Г.Д. Лейтейзен и В.П. Ногин, также стоявший в годы реакции на позициях примиренчества к ликвидаторам. Усилия Лейтейзена и Ногина привлечь к работе в Русском бюро меньшевиков ни к чему не приводят: меньшевики давно отошли от нелегальной работы в партии и заявляли о вредности существования Центрального Комитета. Только благодаря усилиям Лейтейзена и Ногина, несмотря на все их ошибки и недопонимания, возникающего в проведении ленинской линии в борьбе с меньшевиками-ликвидаторами, Русское бюро обязано своим существованием в тот период. В марте 1911 года, по доносу провокатора, Лейтейзен и Ногин арестованы. В тюрьме у Лейтейзена обостряется болезнь — язва желудка. Родные и знакомые хлопочут о разрешении для него выехать за границу на лечение. Руководство тульской жандармерии пошло на уступки — разрешает выезд. В Швейцарии ему делают операцию, и он в течение двух месяцев проходит курс лечения, после чего возвращается в Тулу, где за ним устанавливается надзор полиции, и разрешается заниматься врачебной практикой.
Врачебная практика и партийная работа являются главным содержанием его жизни и деятельности. Он — один из организаторов больничной кассы на Тульском патронном заводе, занимается вопросами труда и страховой медицины, пишет брошюру «Детский труд», изданную только после Февральской революции. В 1915 г. он издаёт книгу «Беседы о чахотке», где в заключение подчёркивает: «туберкулез — это социальная болезнь» Лейтейзен — один из создателей бесплатного санатория для туберкулёзных больных под Тулой, в посёлке Иншинка. В 1913 году он налаживает связь городской большевистской организации с большевиками воинских частей Тульского гарнизона. С началом войны Лейтейзена как врача призывают на военную службу, некоторое время он работает в Туле в госпитале и на оружейном заводе, с которого был уволен по распоряжению губернатора в 1916 году и отправлен на фронт.

## Революция 1917 г
Возвратившись после падения самодержавия в Тулу, Лейтейзен не оставил мысли о возможности примирения большевиков с левым крылом меньшевиков, он примыкает к группе с.-д.-интернационалистов, являвшейся партией мелко-буржуазного типа, выступавшая против вооружённого восстания, отличалась непоследовательностью позиций.
17-го марта 1917 года в Туле выходит первый номер социал-демократической газеты «Голос народа», возникшая по инициативе Г. Д. Лейтейзена. Он же являлся её редактором, и издание газеты на первоначальном этапе осуществлялось на средства от его лекций; газета была ежедневной. Но позиция «Голоса народа» в оценке текущих событий была довольно расплывчата: затрагивала или обходилась общими фразами и дезориентировала читателя. В немалой степени это исходило от Г. Д. Лейтейзена, находившегося ещё в это время под влиянием социал-демократов-интернационалистов и являвшегося членом ЦК этой партии.
В мае тульские большевики рвут связи с меньшевиками и создают большевистскую организацию. Лейтейзен же оставался на старой позиции, в положении колеблющегося. В «Голосе народа» в конце мая избрали новый состав редакционной коллегии — все меньшевики, Лейтейзен уходит из газеты и печатается в большевистской «Пролетарская правда», начался мучительный для него процесс отхода от организации недавно обретённых им единомышленников к старым товарищам-большевикам. После заседания ВЦИК 29 апреля 1918 года, при обсуждении доклада Ленина, только Сосновский и Линдов поддержали высказанные Лениным положения. А вскоре одним из первых среди социал-демократов-интернационалистов Г. Д. Лейтейзен (Линдов) порвал с этой организацией и вернулся в партию большевиков. Ему был восстановлен партийный стаж с 1894 года.
С переездом Советского правительства в Москву Лейтейзен получает назначение члена коллегии и заведующего отделом социального страхования Народного Комиссариата Труда. А через некоторое время Президиум ВЦИК командировал Лейтейзена в Саратов, он назначен председателем Чрезвычайной Комиссии ВЦИК, её задача — борьба с контрреволюцией, борьба за хлеб, необходимый промышленным городам.

## Гражданская война

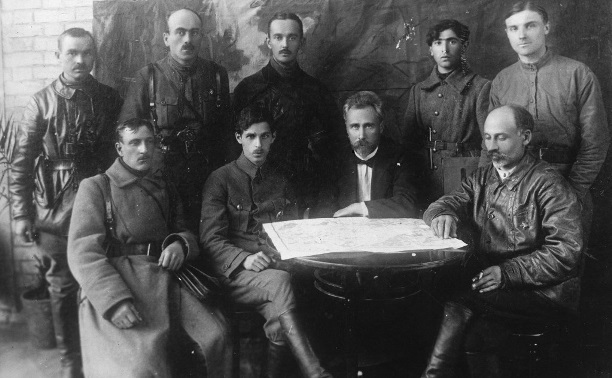
Реввоенсовет 4-й армии Восточного фронта после взятия Самары Красной Армией 8 октября 1918 г. Лейтейзен — в нижнем ряду крайний справа

В августе 1918 года Лейтейзен (Линдов) назначается председателем Реввоенсовета и политическим комиссаром 4-й армии Восточного фронта, войска которой освободили города Вольск, Хвалынск, Самару. Об освобождении Самары Линдов 8 октября 1918 года телеграфирует В. И. Ленину. Он участвует в руководстве военными действиями и ведёт организаторскую работу, выезжая в дивизии, полки, выступая перед красноармейцами, командирами и населением. В этот период им написана одна из первых книг о политической работе в армии «О политической работе и политических работниках на фронте» (издана в Самаре в конце декабря 1918 года).
20 января 1919 года погиб на Восточном фронте. Линдов с группой политработников 4-й армии направился к станции Шипово для ликвидации мятежа в Куриловском и Малоузенском полках 22-й стрелковой дивизии, но войска, предназначенные для ликвидации мятежа, сами присоединились к бунту. Линдов с группой коммунистов, поняв, что оказались во враждебном окружении, неожиданно для мятежников попытались бежать. С бронепоезда открыли сначала оружейную стрельбу, затем пулемётную. Итог побега оказался печальным: погибли Г. Д. Линдов, заведующий крестьянской секцией политотдела армии П. В. Майоров, комиссар по снабжению В. П. Мяги, комиссар штаба армии Лохушко и красноармеец Балаковского отряда Козлов. Ранило в руку управляющего делами РВС 4-й армии В. Савина. Линдов, как оказалось, тоже сначала был ранен в ногу, но скончался ещё в поле от сердечного приступа. Предпринятая фельдшером бронепоезда попытка вернуть его к жизни оказалась безуспешной. В своём романе «Чапаев» Дмитрий Фурманов рассказывая об истории мятежа и гибели Линдова назвал его «благороднейшем из революционеров». В Самаре место расположения частей 4-й армии в 1919 году получило название Линдов городок, на одном из зданий был расположен барельеф Линдова. В Уральске в честь Линдова по инициативе Фрунзе была переименована одна из улиц города — Линдовская.
Похоронен в Москве на Новодевичьем кладбище.

## Семья
- Жена — Минна Григорьевна Могилевская.

Дети:
- Морис (1897—1939, репрессирован[7]) — дипломат, конструктор, исследователь Ницше (Ницше и финансовый капитал. М.-Л., 1928.); был женат на Варваре Васильевне Благославовой (1901—1981).
- Цецилия (1901—1984) — с 1933 по середину 1935 гг. — инструктор отдела культуры и пропаганды ЦК ВКП (б), а затем до октября 1937 г. — инструктор отдела печати и издательств. Критик работ О. Фрейденберг («Вредная галиматья» газета «Известия», 28.9.1936).
- Мария
- Лидия (р. 1910—1978) — специалист в области фотоэлектроники, ученый, изобретатель; лауреат Сталинской премии (1953).
- Внучатый племянник Глеб Юрьевич Максимов (1926—2001), один из создателей первого спутника Земли.

## Память
- Одна из улиц Тулы носит имя Лейтейзена
- Улица Линдовская в Уральске (Казахстан)
- Район в Самаре на месте казарм 4-й армии с 1919 г. носит название Линдов Городок. Раньше существовала внутригородская одноколейная промышленная Линдовская железная дорога (построена в 1942 г., полная длина составляла 11,5 км) от станции Средневолжской до шоколадной фабрики «Россия», завода имени Тарасова, завода имени Масленникова, подшипникового завода, работала станция «Линдов город». С 1932 г. работает[уточнить] Линдовская насосная станция Самарского водопровода. Ранее в городе существовали Линдовская улица, Линдовский рынок и даже Линдовский овраг[8].